# Бондар Оксана Євстахіївна
Оксана Євстахіївна Бондар (нар. 1909 — ?) — українська радянська партійна діячка, 1-й секретар Дзержинського і Баранівського райкомів КПУ Житомирської області. Член ЦК КПУ у вересні 1952 — лютому 1960 р.

## Біографія
Член ВКП(б) з 1930 року.
Перебувала на відповідальній партійній роботі.
У 1944—1947 роках — 1-й секретар Дзержинського районного комітету КП(б)У Житомирської області.
У кінці 1940-х — після 1961 року — 1-й секретар Баранівського районного комітету КПУ Житомирської області.

## Нагороди
- два ордени Леніна (23.01.1948, 26.02.1958)
- орден Вітчизняної війни ІІ-го ст. (1.02.1945)
- ордени
- медалі